# Cena Georga Büchnera

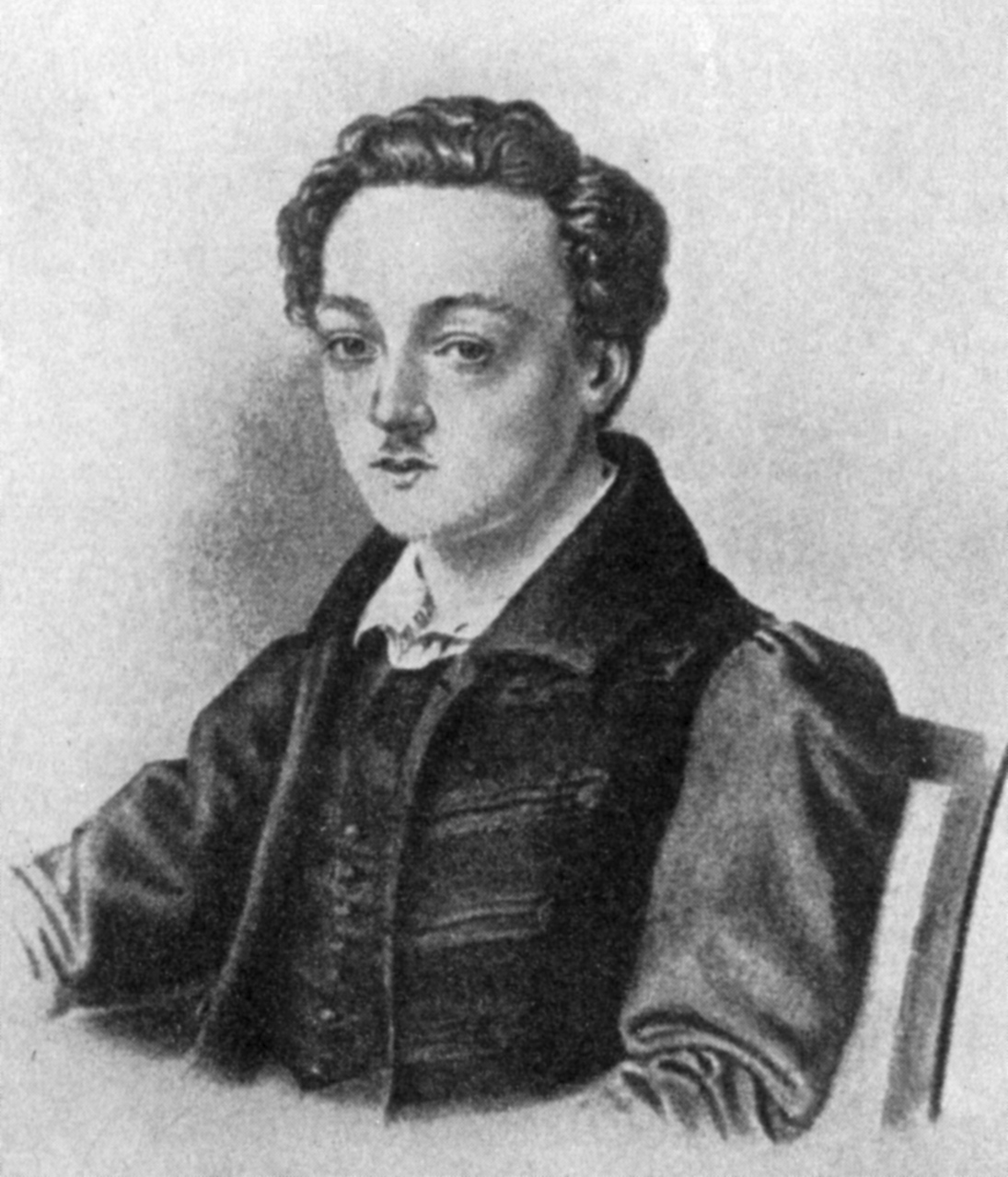
Georg Büchner

Cena Georga Büchnera, někdy též Büchnerova cena, (německy Georg-Büchner-Preis) je nejvýznamnější literární ocenění v německy mluvících zemích pojmenované po významném hesenském spisovateli Georgu Büchnerovi. Poprvé bylo uděleno už roku 1923. Tehdy bylo zaměřeno výhradně na umělkyně a umělce pocházející z Hesenska nebo s tímto státem úzce spjaté. V letech 1933 až 1944 byla Büchnerova cena nahrazena Kulturní cenou města Darmstadtu.
Roku 1951 došlo ke změně pravidel udílení této ceny, díky čemuž se z ní stalo literární ocenění určené pro spisovatelky a spisovatele z celé německojazyčné oblasti. Cena je každoročně udělována Německou akademií pro jazyk a literaturu. V roce 1951 byla cena dotována 3 000 DM. Během let se finanční dotace postupně zvyšovala, v letech 2003 až 2010 dosahovala 40 000 euro, od roku 2011 získává oceněná autorka či autor 50 000 euro. Díky tomu patří Büchnerova cena od roku 2011 vedle Ceny Josepha Breitbacha k nejvýše dotovaným literárním oceněním pro německy píšící autorky a autory.

## Držitelé ocenění před úpravou pravidel
- 1923: Adam Karrillon (1853–1938) a Arnold Ludwig Mendelssohn (1855–1933; skladatel)
- 1924: Alfred Bock (1859–1932) a Paul Thesing (1882–1954; malíř)
- 1925: Wilhelm Michel (1877–1942) a Rudolf Koch (1876–1934)
- 1926: Christian Heinrich Kleukens (1880–1954; tiskař) a Wilhelm Petersen (1890–1957; skladatel)
- 1927: Kasimir Edschmid (1890–1966) a Johannes Bischoff (zpěvák)
- 1928: Richard Hoelscher (1867–1943; malíř) a Well Habicht (sochař)
- 1929: Carl Zuckmayer (1896–1977) a Adam Antes (1891–1984; sochař)
- 1930: Nikolaus Schwarzkopf (1884–1962) a Johannes Lippmann (1858–1935; malíř)
- 1931: Alexander Posch (malíř) a Hans Simon (1897–1982; skladatel)
- 1932: Albert H. Rausch (pseudonym Henry Benrath; 1882–1949) a Adolf Bode (1904–1970; malíř)
- 1933–1944: ocenění nebylo udělováno
- 1945: Hans Schiebelhuth (1895–1944), posmrtně
- 1946: Fritz Usinger (1895–1982)
- 1947: Anna Seghers (1900–1983)
- 1948: Hermann Heiß (pseudonym Georg Frauenfelder; 1897–1966; skladatel)
- 1949: Carl Gunschmann (1895–1984; malíř)
- 1950: Elisabeth Langgässer (1899–1950), posmrtně

## Držitelé ocenění od roku 1951

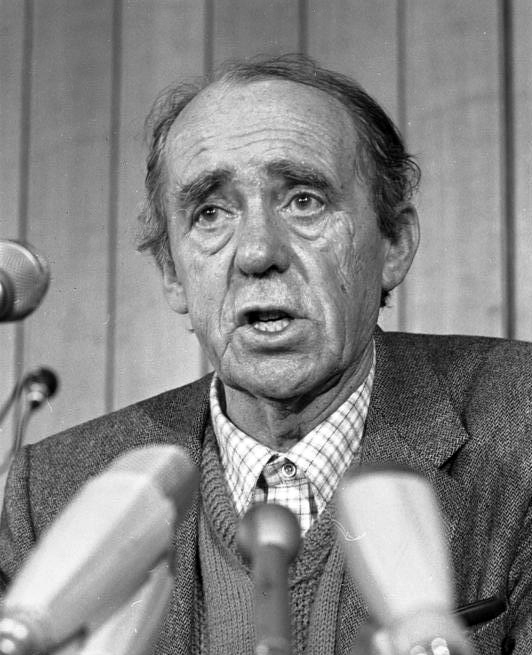
Heinrich Böll, 1967
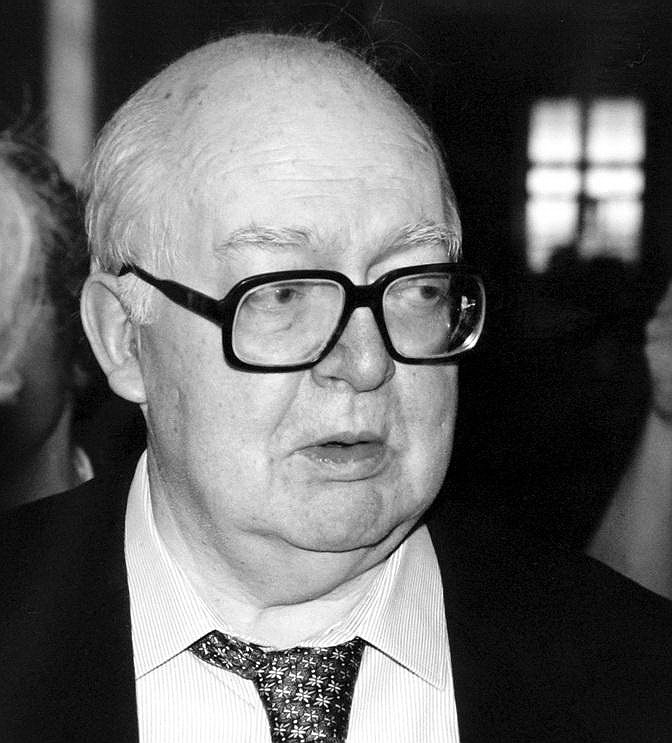
Friedrich Dürrenmatt, 1986
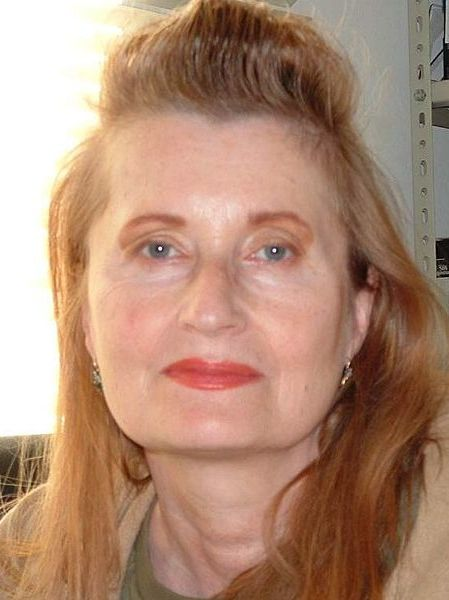
Elfriede Jelineková, 1998
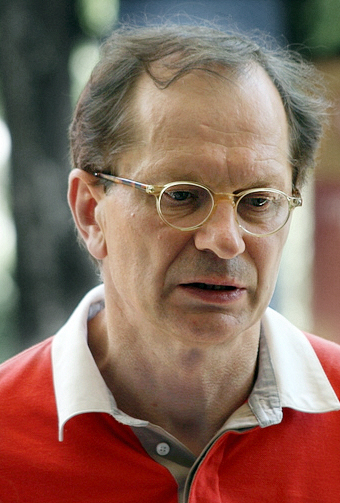
Josef Winkler, 2008
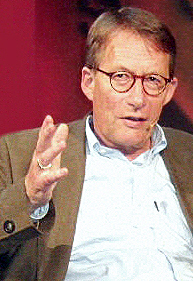
F. C. Delius, 2011
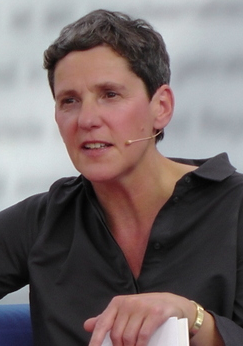
Felicitas Hoppe, 2012
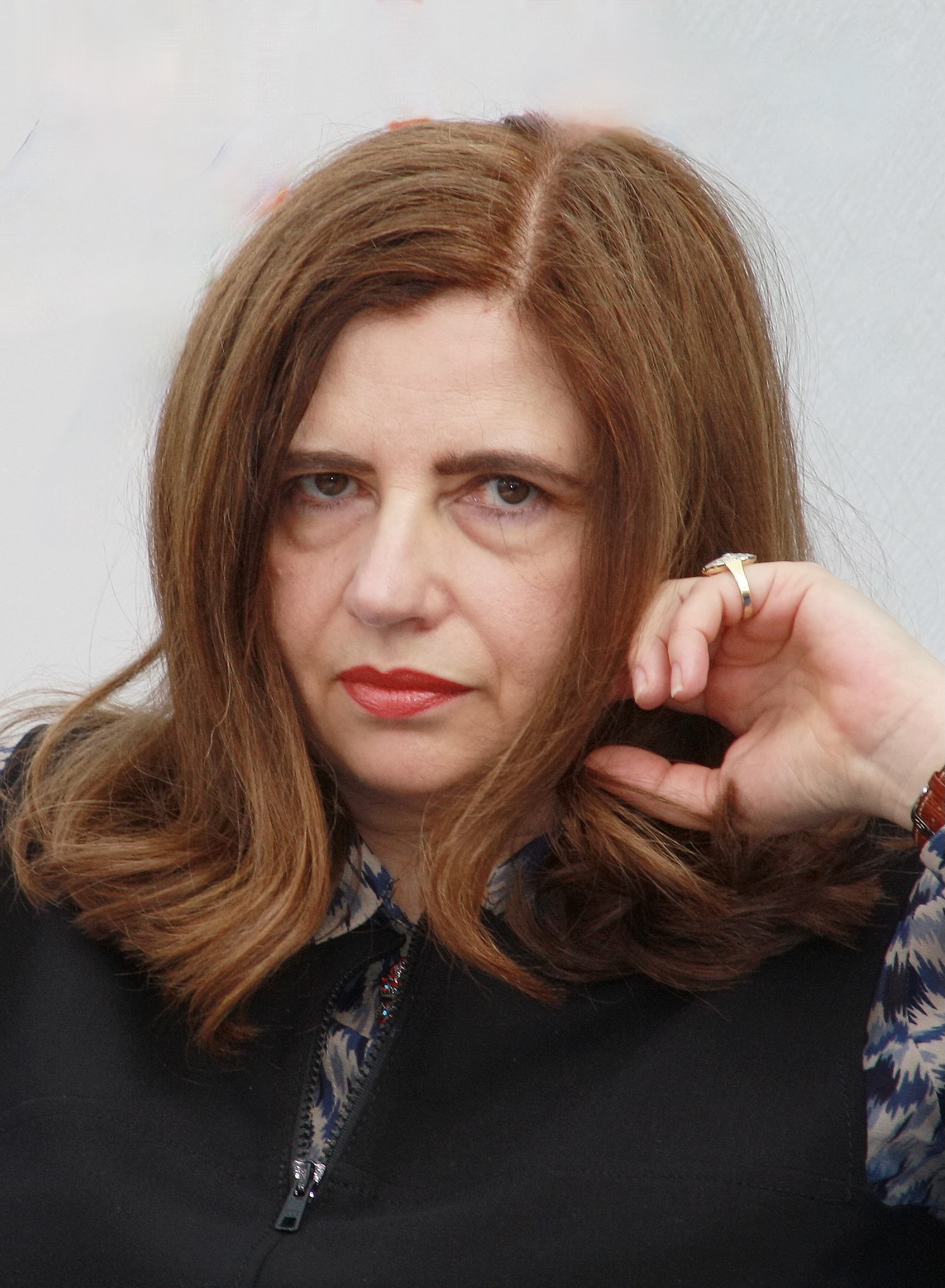
Sibylle Lewitscharoffová, 2013

- 1951: Gottfried Benn (1886–1956)
- 1952: cena neudělena
- 1953: Ernst Kreuder (1903–1972)
- 1954: Martin Kessel (1901–1990)
- 1955: Marie Luise Kaschnitz (1901–1974)
- 1956: Karl Krolow (1915–1999)
- 1957: Erich Kästner (1899–1974)
- 1958: Max Frisch (1911–1991)
- 1959: Günter Eich (1907–1972)
- 1960: Paul Celan (1920–1970)
- 1961: Hans Erich Nossack (1901–1977)
- 1962: Wolfgang Koeppen (1906–1996)
- 1963: Hans Magnus Enzensberger (1929–2022)
- 1964: Ingeborg Bachmannová (1926–1973)
- 1965: Günter Grass (1927–2015)
- 1966: Wolfgang Hildesheimer (1916–1991)
- 1967: Heinrich Böll (1917–1985)
- 1968: Golo Mann (1909–1994)
- 1969: Helmut Heißenbüttel (1921–1996)
- 1970: Thomas Bernhard (1931–1989)
- 1971: Uwe Johnson (1934–1984)
- 1972: Elias Canetti (1905–1994)
- 1973: Peter Handke (* 1942) (finanční dotace roku 1999 navrácena)
- 1974: Hermann Kesten (1900–1996)
- 1975: Manès Sperber (1905–1984)
- 1976: Heinz Piontek (1925–2003)
- 1977: Reiner Kunze (* 1933)
- 1978: Hermann Lenz (1913–1998)
- 1979: Ernst Meister (1911–1979), posmrtně
- 1980: Christa Wolf (1929–2011)
- 1981: Martin Walser (1927–2023)
- 1982: Peter Weiss (1916–1982), posmrtně
- 1983: Wolfdietrich Schnurre (1920–1989)
- 1984: Ernst Jandl (1925–2000)
- 1985: Heiner Müller (1929–1995)
- 1986: Friedrich Dürrenmatt (1921–1990)
- 1987: Erich Fried (1921–1988)
- 1988: Albert Drach (1902–1995)
- 1989: Botho Strauß (* 1944)
- 1990: Tankred Dorst (1925–2017)
- 1991: Wolf Biermann (* 1936)
- 1992: George Tabori (1914–2007)
- 1993: Peter Rühmkorf (1929–2008)
- 1994: Adolf Muschg (* 1934)
- 1995: Durs Grünbein (* 1962)
- 1996: Sarah Kirsch (1935–2013)
- 1997: H. C. Artmann (1921–2000)
- 1998: Elfriede Jelineková (* 1946)
- 1999: Arnold Stadler (* 1954)
- 2000: Volker Braun (* 1939)
- 2001: Friederike Mayröcker (* 1924)
- 2002: Wolfgang Hilbig (1941–2007)
- 2003: Alexander Kluge (* 1932)
- 2004: Wilhelm Genazino (1943–2018)
- 2005: Brigitte Kronauerová (* 1940)
- 2006: Oskar Pastior (1927–2006), posmrtně
- 2007: Martin Mosebach (* 1951)
- 2008: Josef Winkler (* 1953)
- 2009: Walter Kappacher (1938–2024)
- 2010: Reinhard Jirgl (* 1953)
- 2011: Friedrich Christian Delius (1943–2022)
- 2012: Felicitas Hoppe (* 1960)
- 2013: Sibylle Lewitscharoffová (1954–2023)[1]
- 2014: Jürgen Becker (1932–2024)
- 2015: Rainald Goetz (* 1954)[2][3]
- 2016: Marcel Beyer (* 1965)[4]
- 2017: Jan Wagner (* 1971)[5]
- 2018: Terézia Mora (* 1971)[6]
- 2019: Lukas Bärfuss (* 1971)
- 2020: Elke Erb (1938–2024)
- 2021: Clemens J. Setz (* 1982)
- 2022: Emine Sevgi Özdamar (* 1946)
- 2023: Lutz Seiler (* 1963)
- 2024: Oswald Egger (* 1963)
- 2025: Ursula Krechel (* 1947)